# Talitha Bateman
Talitha Eliana Bateman (Turlock, Kalifornia, 2001. szeptember 4. –) amerikai színésznő.
Legismertebb filmjei a Kilenc élet (2016), Az 5. hullám (2016), az Annabelle 2. – A teremtés (2017), valamint a Halálod appja (2019).

## Élete és pályafutása
A kaliforniai Turlockban született, legfiatalabb lányként nyolc gyermek közül, és egyben a második legfiatalabbként; bátyja, Gabriel Bateman szintén színész. Nővérét követte Los Angelesbe, hogy elkezdjen szerepekre jelentkezni. Soha nem vett részt színészképzésen. Otthon tanult. Jelenleg[mikor?] Dél-Kaliforniában él.

## Filmográfia

### Film
| Év   | Magyar cím                | Eredeti cím                          | Szerep         | Magyar hang      |
| ---- | ------------------------- | ------------------------------------ | -------------- | ---------------- |
| 2014 |                           | The Hive                             | Kayla          |                  |
| 2016 | Az 5. hullám              | The 5th Wave                         | Csibe          | Hermann Lilla    |
| 2016 | Kilenc élet               | Nine Lives                           | Nicole Camden  | Szűcs Anna Viola |
| 2016 |                           | So B. It                             | Heidi DeMuth   |                  |
| 2017 | Űrvihar                   | Geostorm                             | Hannah Lawson  | Szűcs Anna Viola |
| 2017 | Bosszú szeretetből        | Vengeance: A Love Story              | Bethie Maguire | Szűcs Anna Viola |
| 2017 | Annabelle 2. – A teremtés | Annabelle: Creation                  | Janice         | Bartus Emese     |
| 2018 | Kszi, Simon               | Love, Simon                          | Nora Spier     | Mayer Szonja     |
| 2018 |                           | The Boxcar Children: Surprise Island | Violet         |                  |
| 2019 | Halálod appja             | Countdown                            | Jordan Harris  | Hermann Lilla    |
| 2019 |                           | Robert the Bruce                     | Iver           |                  |

### Televízió
| Év   | Magyar cím                               | Eredeti cím                       | Szerep            | Megjegyzések |
| ---- | ---------------------------------------- | --------------------------------- | ----------------- | ------------ |
| 2013 | A semmi közepén                          | The Middle                        | Girl Glossner     | 1 epizód     |
| 2014 |                                          | Maker Shack Agency                | pompomlány        | 1 epizód     |
| 2015 | Szívek doktora                           | Hart of Dixie                     | Scarlett Kincaid  | 3 epizód     |
| 2016 |                                          | Mamma Dallas                      | ismeretlen szerep | 1 epizód     |
| 2016 |                                          | Furst Born                        | Erin              | 1 epizód     |
| 2017 | A zűr közepén                            | Stuck in the Middle               | Sophie            | 1 epizód     |
| 2019 | Esküdt ellenségek: Különleges ügyosztály | Law & Order: Special Victims Unit | Laura Moore       | 1 epizód     |
| 2020 | A távolban                               | Away                              | Alexis Logan      | 10epizód     |

## Díjak és jelölések
| Év   | Díj                   | Kategória                 | Jelölt mű                 | Eredmény |
| ---- | --------------------- | ------------------------- | ------------------------- | -------- |
| 2018 | MTV Movie & TV Awards | legfélelmetesebb alakítás | Annabelle 2. – A teremtés | Jelölve  |